# Pike Island (Nunavut)
Pike Island – niezamieszkana wyspa w Zatoce Frobishera, w Archipelagu Arktycznym, w regionie Qikiqtaaluk, na terytorium Nunavut, w Kanadzie. W pobliżu Pike Island położone są wyspy: Resor Island, Pugh Island, Nest Island, Whiskukun Island, Wedge Island, Sliver Island, Brigus Island i Smith Island.